# Palaquium globosum
Palaquium globosum är en tvåhjärtbladig växtart som beskrevs av Herman Johannes Lam. Palaquium globosum ingår i släktet Palaquium och familjen Sapotaceae. Inga underarter finns listade i Catalogue of Life.